# Léon Roches
Pour les articles homonymes, voir Roches.
Léon Roches (27 septembre 1809, Grenoble - 23 juin 1900, Bordeaux) est un diplomate français, ambassadeur de France au Japon de 1864 à 1868. 
Léon Roches était élève au Lycée Gabriel-Faure à Tournon-sur-Rhône, puis étudiant en droit. Après 6 mois d'université, il abandonne et rejoint des amis de son père dans une entreprise à Marseille.

## Afrique du Nord
Le 30 juin 1832, Roches quitta la France pour rejoindre son père en Algérie, dans une plantation fraîchement acquise. Il restera 32 ans sur le continent africain. Il apprit l'arabe rapidement et, deux ans plus tard, il fut employé comme traducteur par l'armée française en Afrique. Il devient sous-lieutenant de cavalerie dans la Garde Nationale d'Algérie de 1835 à 1839. 
Il fut secrétaire fidèle et personnel d'Abdel Kader de 1836 jusqu'à 1840, date à laquelle la trêve a pris fin, renouant avec les hostilités entre l'armée de l'émir Abdel Kader et la France. À ce moment-là, la présence de Léon Roches dans le camp de l’émir n’était plus possible.
Le général Thomas-Robert Bugeaud lui demandera de négocier un cessez-le-feu avec Abd-el-Kader. Roches avait beaucoup de respect pour les chefs arabes.
Sous les recommandations de Bugeaud, Roches rejoignit le ministère des affaires étrangères en tant qu'interprète en 1845. En 1846, il devient secrétaire de la légation française à Tanger, au Maroc.

## Trieste
Par nomination exceptionnelle, Roches devint consul de première classe à Trieste, où il acquit une solide expérience commerciale. Trois ans plus tard, il fut nommé consul à Tripoli. En 1855, il devint consul à Tunis. Il portait souvent des habits arabes et était réputé pour son habileté avec les armes, mais aussi en équitation.

## Japon

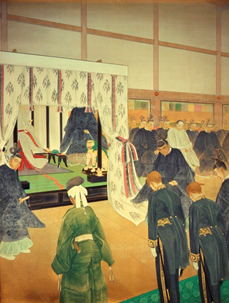
Réception de Dirk de Graeff van Polsbroek et Léon Roches par l'empereur Meiji

Le 7 octobre 1863, Roches fut nommé consul général de France à Edo, au Japon. Roches était un partisan de l'utilisation de la force contre les adversaires anti-étrangers du Shogunat. Il a approuvé le Bombardement de Shimonoseki en 1864. Son grand rival était Harry Parkes. Le gouvernement français prit le parti du Shogunat Tokugawa, contre ses adversaires qui allaient le renverser en 1868 et être ainsi à l'origine de la restauration de Meiji.
Quand le ministre Léon Roches avec le consul général Dirk de Graeff van Polsbroek le premier représentant européen, le 23 mars 1868 à une audience d'un an, est devenu l'empereur Meiji,.
Roches a aussi aidé dans la modernisation du Shogunat. Il a arrangé la construction d'une école franco-japonaise et a organisé la construction de l'arsenal naval de Yokosuka.

## Ouvrage
- Trente-deux ans à travers l'Islam (1832-1864) - aux éditions Alzieu - 1904.
- Dix ans à travers l'Islam. 1834 - 1844, Hachette Livre BNF, 1er mai 2013 (1re éd. 1904), 582 p. (ISBN 978-2012835030).